# Llei de l'àrea metropolitana d'Hamburg

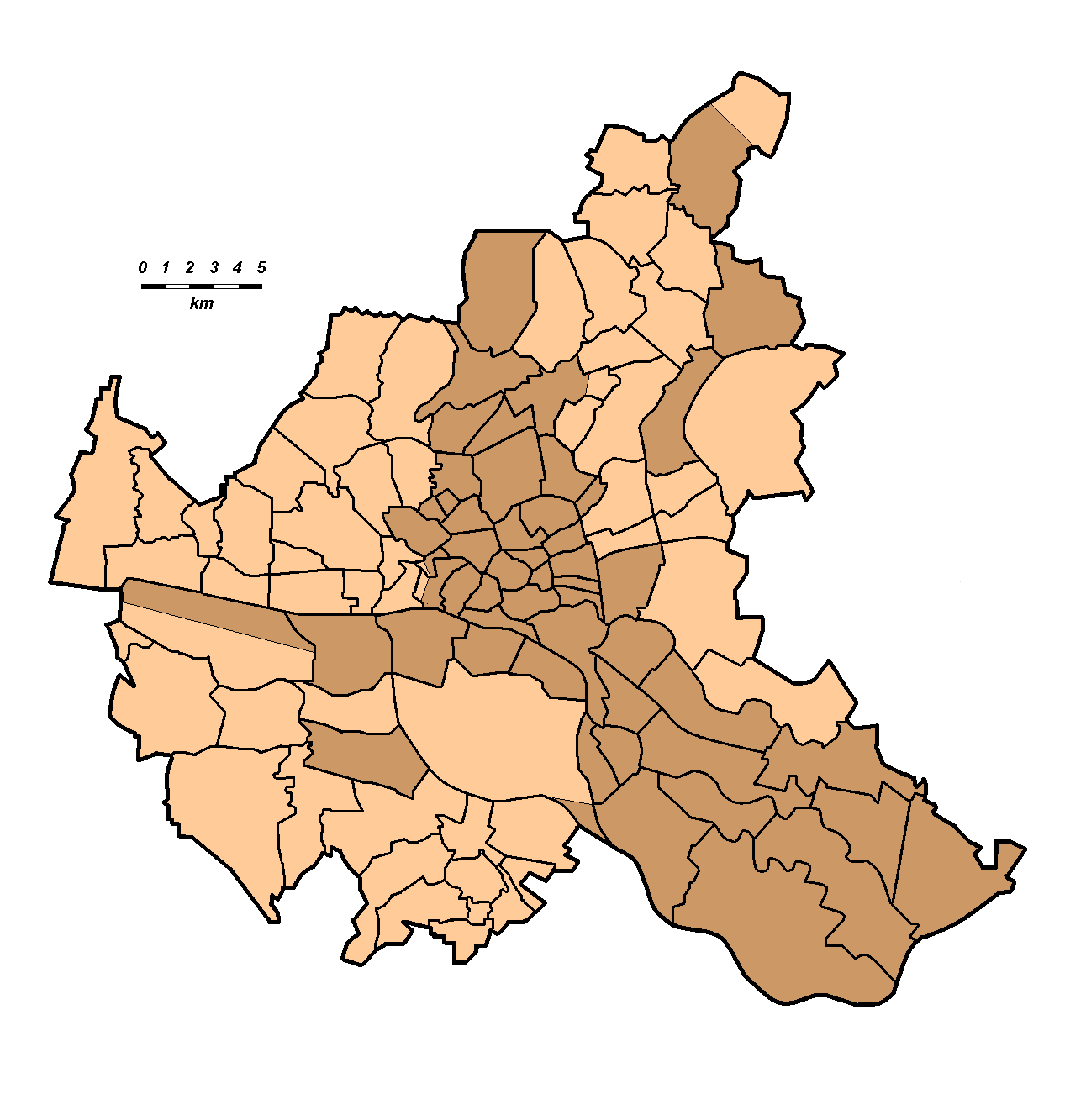
La zona maró fosc mostra les fronteres originals d'Hamburg. En maró clar es veien el territoris afegits per la llei de 1937

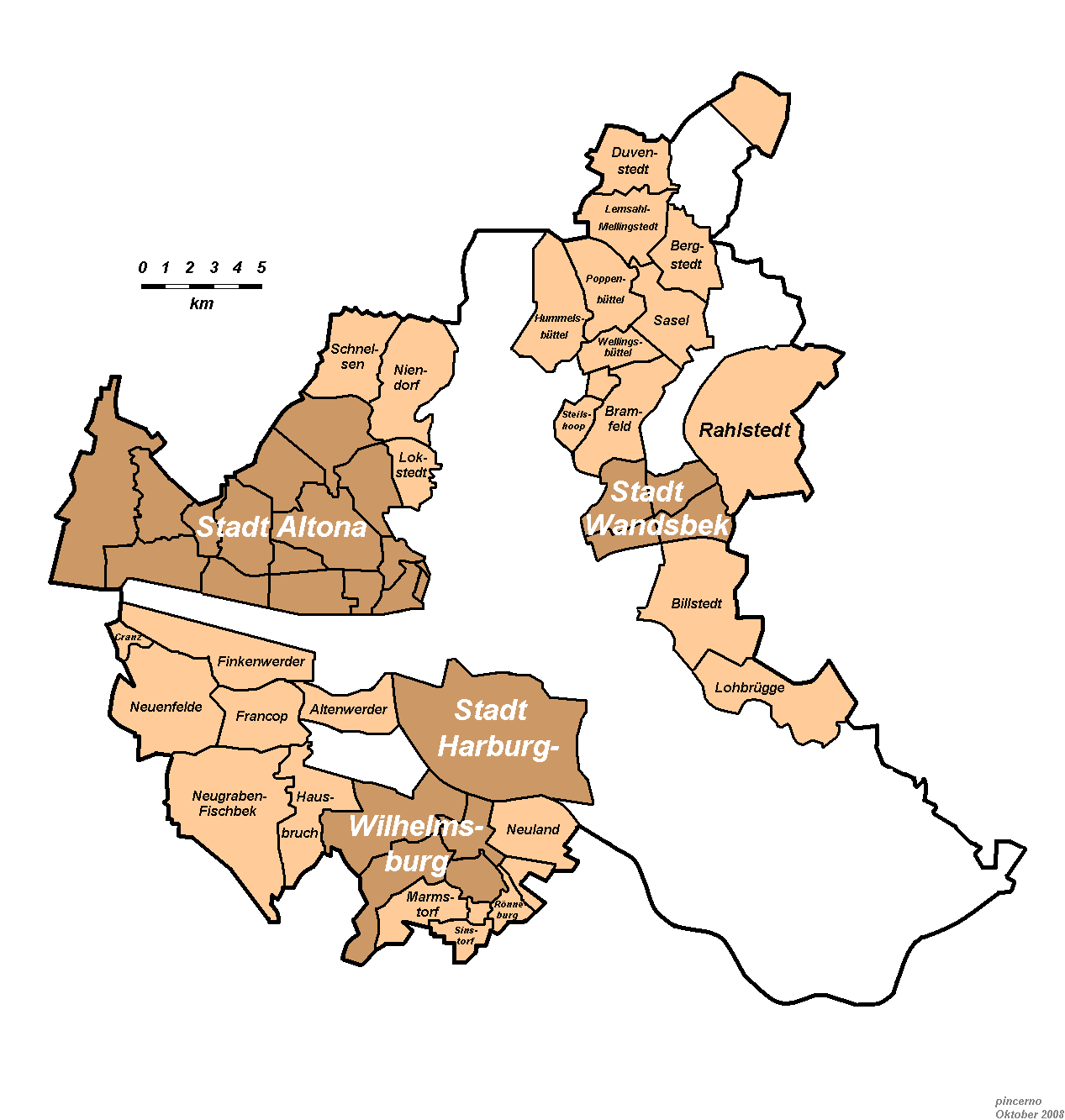
El territori original en blanc, en marró les antigues ciutats independents d' Altona, Wandsbek i Harburg-Wilhelmsburg, en maró clar els altres pobles i municipis

La Llei de l'àrea metropolitana d'Hamburg o en alemany Gross-Hamburg-Gesetz és una llei promulgada pel govern nazi del reich alemany el 26 de gener de 1937. Reorganitza el territori de les ciutats d‘Hamburg, Lübeck, Cuxhaven, Altona-Altstadt, Bergedorf i uns altres municipis al nord d'Alemanya. El nom complet oficial és «llei sobre l'àrea metropolitana d'Hamburg i unes altres correccions territorials» però el nom abreujat és més conegut. Va esdevenir efectiu l'1 d'abril del mateix any. Des de la fi del segle xix Hamburg va actuar per una reforma territorial, però els pobles veïns no veien d'un bon ull l'expansionisme de l'etern rival. Li mancava espai a prop el riu però la idea d'investir en instal·lacions portuàries a territori foraster (la frontera Hamburg-Prússia era una frontera d'estat), no agradava gaire al govern d'Hamburg.
El edils de la ciutat ja havien informat Adolf Hitler, un aficionat d'Hamburg, del la «relació problemàtica» amb la ciutat veïna d'Altona, però finalment va ser Hermann Göring que va atendre les vel·leïtats de fer un Gran Hamburg quan va edictar la llei que va eixamplar el territori hamburguès de 415 a 745 quilòmetres quadrats, i la població de 1,19 milions a 1,68 milions d'habitants. Durant el nazisme el nepotisme i les relacions personals amb els «amics de Berlín» eren més que mai crucials per obtenir decisions polítiques. Göring que va casar Emmy Sonnemann, la filla d'un ric comerciant d'Hamburg era un bon amic dels nazis com el gauleiter Karl Kaufmann (1900-1969) i el burgmestre Carl Vincent Krogmann (1889-1978) També ministre president de Prússia es va trobar en conflicte d'interessos. No li agradava gaire cedir territori prussià, però al «Pla dels quatre anys» (Vierjahresplan) d'Adolf Hitler, la ciutat d'Hamburg tenia un paper preponderant. Malgrat el tractat dels ports del 1928 per simplificar el transport de mercaderies entre les ports d'Hamburg i els ports prussians d'Harburg i Altona, les rivalitats entre municipis i els embolics burocràtics quedaven un fre al desenvolupament econòmic i un obstacle major per la indústria de guerra. Tot i això, entre els amics nazis caldria mantenir els equilibris de força i salvar l'honor, així Hamburg va haver de cedir Cuxhaven a la província de Hannover per apaivagar el gauleiter Otto Telschow (1876-1945), així com Geesthacht i uns pobles rurals a Hinrich Lohse (1896-1964), gauleiter de la província de Slesvig-Holstein, que a més va rebre Lübeck, que va perdre el seu estatut de ciutat estat independent.

## Hamburg
La nova entitat es deia «Ciutat hanseàtica d'Hamburg». L'epítet «lliure» que recordava al passat de ciutat imperial lliure al Sacre Imperi va perdre, ja que la llibertat no era un valor primari del nazisme. Només després de la Segona Guerra Mundial, l'estat va recobrar el seu nom complet d'antany.
Al marge dret de l'Elba, el territori de la ciutat d'Hamburg s'eixampla dels territoris de les tres ciutats Altona (i els seus barris de Rissen, Sülldorf, Blankenese, Lurup, Iserbrook i Osdorf), Bergedorf i els Vierlande, Wandsbek i a més:
- del districte de Stormarn: els nuclis de Bergstedt, Billstedt, Bramfeld, Duvenstedt, Hummelsbüttel, Jenfeld, Lemsahl-Mellingstedt, Lohbrügge, Poppenbüttel, Rahlstedt, Sasel, Steilshoop i Wellingsbüttel
- del districte de Pinneberg: Lokstedt, Lurup, Niendorf i Schnelsen
- del districte del Ducat de Lauenburg: Curslack
- els enclavaments prussians de Kirchwerder,

Al marge esquerre de l'Elba rep 
- Les ciutats d'Harburg i Wilhelmsburg
- Del districte de Stade: Cranz
- i els municipis del Districte d'Harburg (Baixa Saxònia): Altenwerder, Finkenwerder (la part meridional enllà del Finkenwerder Landscheide), Fischbek, Francop, Gut Moor, Langenbek, Marmstorf, Neuenfelde, Neugraben-Fischbek, Neuland, Rönneburg, Sinstorf, Overhaken. Moorwerder, un exclavament hamburguès centenari dels Marschlande de l'altra riba de l'Elba, passà al barri de Wilhelmsburg,

Ans al contrari, Geesthacht, Großhansdorf i Schmalenbek que des de l'edat mitjana van ser territori hamburguès, van passar a la província prussiana de Slesvig-Holstein i Cuxhaven (hi comprès les illes Neuwerk i Scharhörn) va passar a l'aleshores província de Hannover, actualment Baixa Saxònia.

## Lübeck
La ciutat hanseàtica lliure de Lübeck perd la seva independència i s'integrà a la província de Slesvig-Holstein. L'exclavament oldenburguès de Lübeck va esdevenir el districte d'Eutin de Slesvig-Holstein. Els exclavaments meridionals de Lübeck van passar al districte del Ducat de Lauenburg. Lübeck també perd els seus exclavaments a Mecklenburg-Strelitz.

## Altres canvis
Les ciutats de Wilhelmshaven (Prússia) i Rüstringen (Oldenburg) es van fusionar. L'exclavament oldenburguès de Birkenfeld esdevingué un districte a la província prussiana del Rin. Mecklenburg-Strelitz i Prússia van haver de bescanviar els enclavaments respectius. Ratzeburg passà al districte del Ducat de Lauenburg i esdevingué la capital del districte, en lloc de Lauenburg d'Elba.

## Després de 1945
Després de l'alliberament del 1945, sota l'ocupació dels aliats, Harburg, Àltona i Lübeck van intentar canviar la llei i recobrar els seus drets i autonomia anterior, però sense èxit. Lübeck va procedir davant de la cort constitucional (Bundesverfassungsgericht) per a recobrar el seu estatut de ciutat estat, però el 1956 va perdre i quedar definitivament a Slesvig-Holstein. El 1969 els estats Slesvig-Holstein i Hamburg van concloure el pacte de Cuxhaven al qual Hamburg abandonà definitivament qualsevol pretensió territorial al port de Cuxhaven. A canvi va rebre la sobirania de Neuwerk i Schärhorn, als quals la ciutat pensava construir un port d'alta mar. Des d'aleshores, les dues illes fan part del districte d'Hamburg-Mitte. Els projecte de construcció de port va abandonar-se.